# Chelsea (Manhattan)
Chelsea és un veïnat del West Side del districte de Manhattan a la ciutat de Nova York. Els límits del districte són el 14th Street (carrer 14) al sud, el Riu Hudson i West Street (carrer Oest) a l'oest, Sixth Avenue (Sisena Avinguda) a l'est, i el 34th Street (carrer 34) al nord.
Al nord de Chelsea es troba el barri de Hell's Kitchen, així com els Hudson Yards; al nord-est hi ha el districte de la confecció (Garment District); a l'est NoMad i el Districte Flatiron; al sud-oest hi ha el districte Meatpacking; i al sud i al sud-est es troben West Village i la resta de Greenwich Village.
Chelsea es divideix entre les "Community Board" 4 i 5 de Manhattan. Les juntes comunitàries actuen de forma consultiva i no tenen cap autoritat oficial per fer o fer complir lleis. Aquestes Juntes de Comunitats de Manhattan contenen el districte històric de Chelsea i la seva extensió, els quals van ser designats per la Comissió de Preservació de Monuments Històrics de Nova York, respectivament, el 1970 i 1981. El districte, que s'agregà al Registre Nacional de Llocs Històrics el 1977 i fou ampliat el 1982 per incloure blocs contigus que contenen exemples particularment significatius de l'arquitectura d'època.
El barri és principalment residencial, amb una barreja d'habitatges, edificis d'apartaments, projectes d'habitatge protegit, cases, cases en filera i renovades, però els seus molts negocis minoristes reflecteixen la diversitat ètnica i social de la població. La zona té una gran població LGBTQ. Chelsea també es coneix com un dels centres del món de l'art de la ciutat, amb més de 200 galeries al barri. El veïnat de Chelsea és travessat pel High Line Park, un viaducte per a ferrocarril transformat progressivament en parc urbà des de 2009 fins 2018. A partir del 2015, a causa de la gentrificació de la zona, hi ha una disparitat d'ingressos entre rics en edificis de luxe i els pobres que viuen en habitatges de protecció, que són, de vegades, enfront uns dels altres.